# Seo Hui

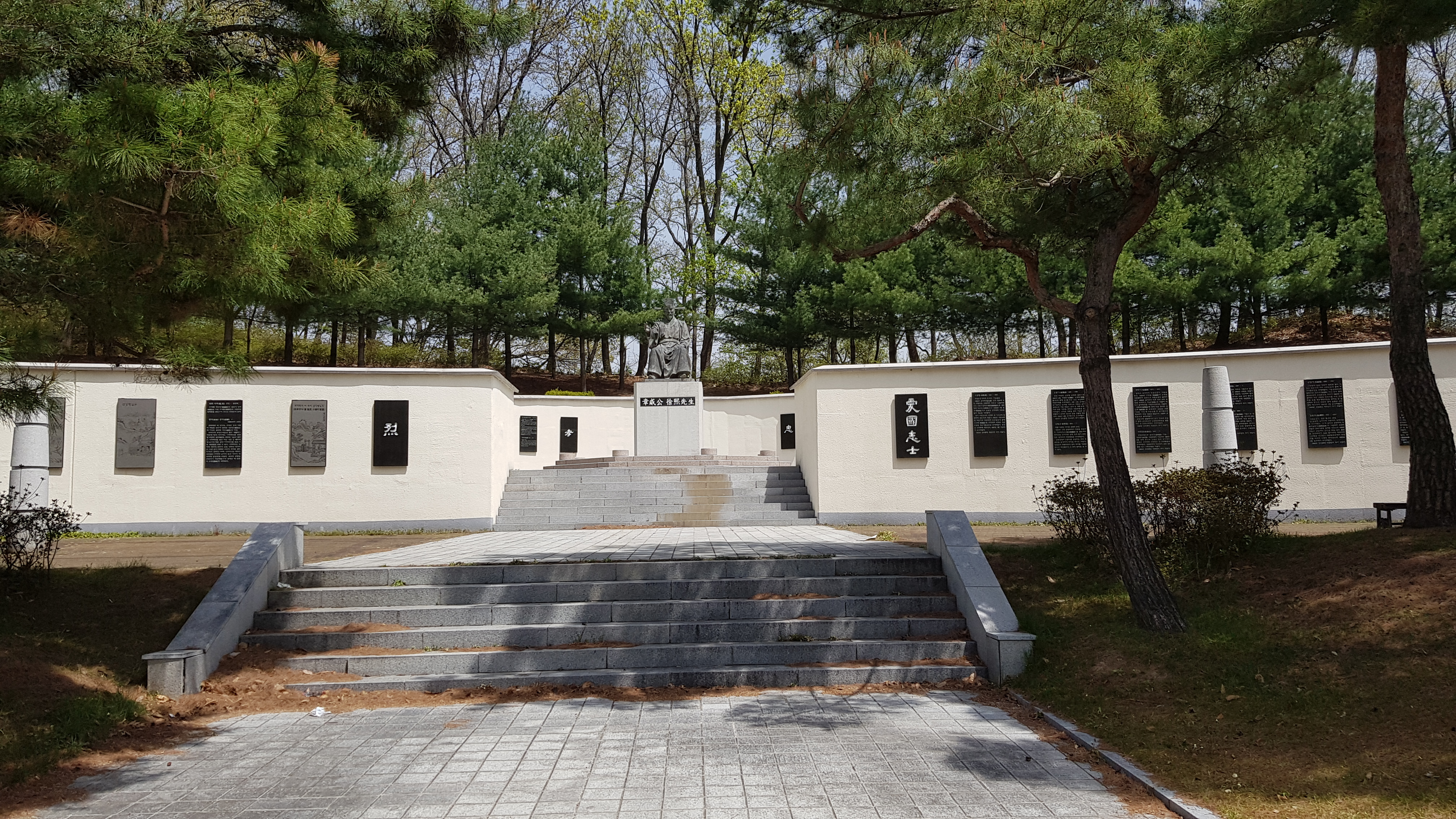
Estatua de Seo Hee en el Parque Conmemorativo Seo Hee

Seo Hui (en coreano: 서희; 942-8 de agosto de 998) fue un político y diplomático coreano durante la dinastía Koryo de Corea (918-1392). Seo es recordado por sus habilidades diplomáticas que hicieron que 60 000 tropas kitán se retiraran de Koryo sin luchar.

## Familia
Seo Hui era del clan de Icheon Seo y fue hijo de Seo Pil, quien sirvió como Naeuiryeong, el asesor del rey, durante el reinado de Gwangjong. Hasta la época de su abuelo, Seo Sin-il, el clan Seo era un hojok o una nobleza local poderosa con base en lo que ahora son las áreas de Icheon, en el sureste de la provincia de Gyeonggi.
Al igual que su padre, Seo Hui se convirtió en un jaesang, el término colectivo que se refiere a los funcionarios con un alto rango en la antigua Corea. Sus hijos, Seo Nul y Seo Yu-geol también siguieron los pasos de su padre sirviendo respectivamente como Munha sijung, el título del ministro superior del Estado, y Jwabokya, el segundo rango de Sangseoseong, la Secretaría de Asuntos de Estado de Koryo. Como una de las hijas de Seo Nul se convirtió más tarde en reina al casarse con el rey Hyeonjong, el clan de Seo Hui estaba relacionado con el rey por parte de su madre. Con estos antecedentes y su propio talento, Seo Hui logró establecer una carrera exitosa.

## En la cultura popular
- En 2009, fue representado por Im Hyuk en la serie de televisión de KBS2 Empress Cheonchu.